# César Duarte Jáquez
César Horacio Duarte Jáquez, né le 14 avril 1963 à Hidalgo del Parral, Chihuahua, est un homme politique mexicain. Membre du Parti révolutionnaire institutionnel. Il fut le gouverneur de l'État de Chihuahua du 4 octobre 2010, au 3 octobre 2016.

## Biographie

### Fonctions politiques
Gouverneur de l’État de Chihuahua de 2010 à 2016, il met en place une administration quasi-mafieuse, recourant aux forces de sécurité de l'État pour intimider les paysans et les forcer à vendre leurs terres. Il détourne des centaines de millions de pesos du Trésor public afin de constituer un réseau clientéliste incluant de nombreux notables locaux. Parmi les principaux bénéficiaires de ces pots-de-vin figurait le maire de la capitale de l'État, Maru Campos, pourtant membre du parti rival, le Parti action nationale (PAN).
En fuite aux États-Unis, il est arrêté à Miami en juillet 2020. Son extradition vers le Mexique est validé en novembre 2021.